# Cosmosoma garleppi
Cosmosoma garleppi là một loài bướm đêm thuộc phân họ Arctiinae, họ Erebidae.